# 和平谷犹太会堂
和平谷犹太会堂（土耳其語：Neve Şalom Sinagogu, 希伯來語：‎）是一座犹太会堂，位于土耳其伊斯坦布尔卡拉柯伊街区（旧名加拉达）。
1930年代末，加拉达的犹太人增加。1949年，拆除了一所犹太小学，在原址兴建和平谷犹太会堂，1951年3月25日开幕。建筑师是一位年轻的土耳其犹太人。和平谷犹太会堂 是伊斯坦布尔最大的塞法迪犹太人的犹太会堂。
和平谷犹太会堂遭受了数次恐怖袭击，分别在1986年9月6日和2003年11月16日。